# اقتل هذا الحب (أغنية)
اقتل هذا الحب (بالإنجليزية: Kill This Love)‏ وتعني اقتل هذا الحب بمعنى إنهاء الحب، وهي أغنية سجلتها فرقة الفتيات الكورية الجنوبية بلاكبينك والاغنية تعتبر الاغنية الرئيسية لثاني البوم مصغر للفرقة يدعى «كيل ذس لوف» تم إصداره في 5 أبريل 2019 بواسطة واي جي إنترتينمنت وأول إصدار مع شركتهم الأمريكية الجديدة التي وقعو عقد معها مؤخراً إنترسكوب ريكوردز، أصدرت واي جي إنترتينمنت بيانًا قالت فيه إن الأغنية الرئيسية للألبوم ستكون «أكثر كثافة» من جميع اغنيات بلاكبينك السابقة ولكن لها «إيقاع قوي» مثل «ددو-دو ددو-دو» وأن تصميم الرقصة سيكون أكثر «ديناميكياً» وتم تصميم الرقصة من قِبل أربعة مصممين عالميين ومحترفيين.
بدأت إنترناشيونال جلوبال ميديا في الترويج للأابوم المصغر حيث في 25 مارس تم إصدار صور تشويقية لليسا في موقع واي جي الرسمي وحساب الفرقة الرسمي على الانستقرام والتويتر، تم إصدار صور جيني التشويقية في 26 مارس وتم الكشف عن صور جيسو التشويقية في اليوم التالي.  تم الكشف أخيرًا عن ملصق روزي التشويقي في 28 مارس. تم الكشف عن ملصق التشويق الرسمي التي يضم جميع العضوات في 29 مارس. تم إصدار الفيديو التشويقي للفيديو الموسيقى للأغنية في 2 أبريل على يوتيوب، فور إصدار الفيديو الموسيقى حقق 8 ملايين إعجاب وايضًا حقق 50 مليون مشاهدة في 24 ساعة حيث بذلك كسرن بلاكبينك رقم المغنية أريانا غراندي السابق لأغنيتها ثانك يو، نيكست وأصبحن بذلك بلاكبينك أول فنان في تاريخ يوتيوب يحصل على 50 مليون في 24 ساعة فقط.

## الترويج
لم تتمكن عضوات بلاكبينك من الترويج كثيراً في كوريا الجنوبية بسبب جدولهم وترويجاتهم الكثيرة في الولايات المتحدة ولكن العضوات روجن في ميوزيك بانك في 6 أبريل، وفي إنكيغايو قامن بأداء أغنية «أقتل هذا الحب» في 7 أبريل وفي 14 أبريل، حيث ان جميع ادائتهم للاغنية الجانبية لا اعرف ماذا افعل واقتل هذا الحب كانت مسجلة مسبقاً.
رغم ترويجهن القليل في كوريا ولكن تمكنت الاغنية بالفوز بالمركز الأول ثلاث مرات في البرامج الترويجية في كوريا الجنوبية حيث ان العضوات كانوا في الولايات المتحدة لحظات فوزهن، وايضاً بلاكبينك قامو بأداء جميع اغانيهم في مهرجان كوتشيلا وأصبحوا أول فرقة فتيات تؤدي في المهرجان وثاني فنان كوري.